# Ахмад Аль-Алі
Ахмад аль-Алі (нар. 1987) — кувейтський футбольний арбітр. Арбітр ФІФА з 2016 року.

## Кар'єра
На Кубку Перської затоки 2019 року судив півфінальний матч, також судив на матчах Кубка АФК та Ліги чемпіонів АФК.
Він був призначений так званим допоміжним арбітром молодіжного чемпіонату світу, який пройшов влітку 2023 року. Трохи пізніше він також відсудив гру на Арабському клубному кубку чемпіонів 2023 року.
На початку 2024 року був призначений одним із головних арбітрів Кубка Азії 2023 року, де відсудив чотири гри, в тому числі один із півфіналів.